# 鮑威爾鎮區 (阿肯色州克雷格黑德縣)
鮑威爾鎮區（英語：Powell Township）是位於美國阿肯色州克雷格黑德縣的一個行政鎮區。

## 地方資料
鮑威爾鎮區的面積為62.16平方千米，當中陸地面積為61.41平方千米，而水域面積為0.75平方千米。根據2010年美國人口普查的數據，當地共有人口2952人，而人口密度為每平方千米47.49人。